# گمینا زالشانه
گمینا زالشانه (به لهستانی:  Gmina Zaleszany) یک گمینا در لهستان است که در شهرستان ستالووا وولا واقع شده‌است. گمینا زالشانه ۸۷٫۳۱ کیلومتر مربع مساحت و ۱۰٬۹۰۴ نفر جمعیت دارد.